# Heinrich Reinhard Kröh
Heinrich Reinhard Kröh (* 7. Mai 1841 in Darmstadt; † 14. Dezember 1941 ebenda) war ein deutscher Maler.

## Leben
Der künstlerisch hochbegabte, gebürtige Darmstädter Heinrich Reinhard Kröh, Sohn des großherzoglichen Gemäldegalerieinspektors, absolvierte nach seinem Pflichtschulabschluss das Studium der Malerei bei August Lucas sowie Karl Ludwig Seeger an der Akademie der Bildenden Künste in München. Zusätzlich besuchte er dort die private Malschule von Karl Raupp. 1866 nach Darmstadt zurückgekehrt, folgte er 1869 Karl Raupp an die Kunstgewerbeschule in Nürnberg, der dort eine Professur erhalten hatte. 1873 ließ Kröh sich endgültig in Darmstadt nieder, im gleichen Jahr wurde er durch Großherzog Ludwig III. zum Hofmaler ernannt. Darüber hinaus bildete Kröh, dem 1911 der Charakter eines Professors verliehen wurde, eine große Schülerzahl aus. Er verstarb im Dezember 1941 im hohen Alter von 100 Jahren in seiner Heimatstadt Darmstadt.
Heinrich Reinhard Kröh, der für den Darmstädter Hof als Porträtist, Kopist, wie auch als Interieurmaler tätig war, trat zudem im Besonderen als Landschaftsmaler hervor.

## Werke (Auswahl)
- Wilhelmine Großherzogin v. Hessen und bei Rhein geb. Prinzessin v. Baden (1788-1836) / Porträt, in Sessel vor Landschaftskulisse sitzend, leicht linksgewandtes, vorblickendes Kniestück, Ölbild, im Schlossmuseum Darmstadt
- Darmstadt, Neues Palais / Arbeitszimmer von Großherzog Ernst Ludwig v. Hessen und bei Rhein (1868-1937), Interieur, im Schlossmuseum Darmstadt
- Abend am Moor im Isartal, Öl auf Leinwand, 1912, in der Städtischen Kunstsammlung Darmstadt
- Kirche in Neuenkirchen, private Sammlung, Wiesbaden
- Mühle von Pfungstadt, private Sammlung, Wiesbaden